# Anaïs Chevalier-Bouchet
Anaïs Chevalier-Bouchet (Saint-Martin-d'Hères, 12 februari 1993) is een Franse biatlete. Ze vertegenwoordigde haar vaderland op de Olympische Winterspelen 2014 in Sotsji, de Olympische Winterspelen 2018 in Pyeongchang en op de Olympische Winterspelen 2022 in Peking. Ze heeft een jongere zus, Chloé Chevalier, die eveneens biatlete is.

## Carrière

###### Weg naar de top
In februari 2013 werd Chevalier Europees kampioen in Bansko op de 12,5 km individueel en op de gemengde estafette met het Franse team. Bij haar wereldbekerdebuut, op 6 december 2013 in Hochfilzen, scoorde Chevalier direct wereldbekerpunten met een 27ste plaats in de 7,5 km sprint. Tijdens de Olympische Winterspelen van 2014 in Sotsji eindigde de Française als 47e op de 7,5 kilometer sprint en als 44e op de 10 kilometer achtervolging. Op de 4x6 kilometer estafette maakte ze samen met Marie-Laure Brunet, Marie Dorin Habert en Anaïs Bescond deel uit van de Franse ploeg, na een val van Brunet wist het kwartet echter niet te finishen. In maart 2014 behaalde ze in Kontiolahti haar eerste top-10 klassering in een wereldbekerwedstrijd.
Op de wereldkampioenschappen biatlon 2016 in Oslo eindigde Chevalier als vijftiende op de 10 kilometer achtervolging, als 26e op de 7,5 kilometer sprint, als 28e op de 15 kilometer individueel en als dertigste op de 12,5 kilometer massastart. Samen met Justine Braisaz, Anaïs Bescond en Marie Dorin Habert veroverde ze de zilveren medaille op de 4×6 km estafette. Op 16 december 2016 stond de Française in Nové Město voor de eerste maal in haar carrière op het podium van een wereldbekerwedstrijd door 2de te worden in de 7,5 km sprint, een dag later boekte ze aldaar haar eerste wereldbekerzege in de aansluitende 10 km achtervolging.

###### Eerste Olympische medaille
Tijdens de wereldkampioenschappen biatlon 2017 in Hochfilzen won Chevalier-Bouchet haar eerste individuele WK-medaille met een bronzen plak op de 7,5 km sprint. Daarnaast won ze samen met Celia Aymonier, Justine Braisaz en Marie Dorin Habert brons op de 4×6 km estafette en met Marie Dorin Habert, Quentin Fillon Maillet en Martin Fourcade zilver op de gemengde estafette. Op het einde van het seizoen 2017/2018 behaalde Chevalier-Bouchet een 7de plaats in de wereldbeker. Chevalier-Bouchet nam deel aan de Olympische winterspelen 2018 in Peking, waar ze samen met Marie Dorin Habert, Justine Braisaz en Anaïs Bescond een bronzen medaille in de 4×6 km estafette.  
Het seizoen 2019/2020 nam Chevalier-Bouchet geen deel aan biatlon competities wegens zwangerschap.

###### Comeback
Het seizoen 2020/2021 keerde Chevalier-Bouchet terug op het hoogste niveau na haar bevalling. Op de wereldkampioenschappen biatlon 2021 in Pokljuka veroverde ze een zilveren medaille in de 7,5 km sprint, en een bronzen medaille in de aansluitende achtervolging. Ze eindigde dat seizoen als 9de in de eindklassering van de wereldbeker. 
Chevalier-Bouchet nam in 2022 deel aan de Olympische winterspelen in Peking. Daar behaalde ze een tweede plaats in de 15 km individueel na Denise Herrmann en samen met het Franse team, bestaande uit Julia Simon, Émilien Jacquelin en Quentin Fillon Maillet zilver in de gemengde estafette. Ze sloot het seizoen 2021/2022 af op een 5de plaats in het wereldbekerklassement, haar beste klassering ooit. Ze haalde dat seizoen de top-10 in de helft van de races waar ze aan deel nam. 
Op de wereldkampioenschappen biatlon 2023 in Oberhof won ze samen met Julia Simon, Émilien Jacquelin en Quentin Fillon Maillet brons op de gemengde estafette. In de week voor de laatste manche van de wereldbeker van het seizoen 2022/2023 in Oslo-Holmenkollen kondigde Chevalier-Bouchet aan de ze stopte als professioneel biatleet. Ze sloot het seizoen af op een 8ste plaat in de wereldbeker met onder andere vijf derde plaatsen, daarnaast werd ze ook tweede de massastart disciplinecup. Een opvallende statistiek over de carrière van Chevalier-Bouchet is dat ze 22 podiumplaatsen in de wereldbeker verzamelde waarvan er maar één  een eerste plaats is.

## Resultaten

### Olympische Winterspelen
| Jaar | Plaats      | Onderdeel   | Onderdeel | Onderdeel     | Onderdeel  | Onderdeel | Onderdeel          |
| Jaar | Plaats      | Individueel | Sprint    | Achtervolging | Massastart | Estafette | Gemengde estafette |
| ---- | ----------- | ----------- | --------- | ------------- | ---------- | --------- | ------------------ |
| 2014 | Sotsji      | –           | 47e       | 44e           | –          | DNF       | –                  |
| 2018 | Pyeongchang | 28e         | 16e       | 24e           | 29e        | ↑         | –                  |
| 2022 | Peking      | ↑           | 68e       | –             | 19e        | 6e        | ↑                  |

### Wereldkampioenschappen
| Jaar | Plaats            | Onderdeel                    | Onderdeel                    | Onderdeel                    | Onderdeel                    | Onderdeel                    | Onderdeel                    | Onderdeel                    |
| Jaar | Plaats            | Individueel                  | Sprint                       | Achtervolging                | Massastart                   | Estafette                    | Gemengde estafette           | Single-Mixed- Relay          |
| ---- | ----------------- | ---------------------------- | ---------------------------- | ---------------------------- | ---------------------------- | ---------------------------- | ---------------------------- | ---------------------------- |
| 2015 | Kontiolahti       | –                            | –                            | –                            | –                            | –                            | –                            |                              |
| 2016 | Oslo Holmenkollen | 28e                          | 26e                          | 15e                          | 30e                          | Zilver                       | –                            |                              |
| 2017 | Hochfilzen        | 38e                          | Brons                        | 11e                          | 13e                          | Brons                        | Zilver                       |                              |
| 2019 | Östersund         | 49e                          | 32e                          | DNS                          | –                            | 8e                           | 8e                           | –                            |
| 2020 | Antholz           | Afwezig vanwege zwangerschap | Afwezig vanwege zwangerschap | Afwezig vanwege zwangerschap | Afwezig vanwege zwangerschap | Afwezig vanwege zwangerschap | Afwezig vanwege zwangerschap | Afwezig vanwege zwangerschap |
| 2021 | Pokljuka          | 27e                          | Zilver                       | Brons                        | 27e                          | 8e                           | 5e                           | –                            |
| 2023 | Oberhof           | 12e                          | 24e                          | 23e                          | 4e                           | 4e                           | Brons                        | –                            |

### Wereldkampioenschappen junioren
| Jaar | Plaats       | Onderdeel   | Onderdeel | Onderdeel     | Onderdeel |
| Jaar | Plaats       | Individueel | Sprint    | Achtervolging | Estafette |
| ---- | ------------ | ----------- | --------- | ------------- | --------- |
| 2012 | Kontiolahti  | 42e         | Zilver    | 12e           | 5e        |
| 2013 | Obertilliach | 31e         | 4e        | 9e            | 7e        |

### Wereldbeker
Eindklasseringen
| Seizoen   | Algemeen                     | Individueel                  | Sprint                       | Achtervolging                | Massastart                   |
| --------- | ---------------------------- | ---------------------------- | ---------------------------- | ---------------------------- | ---------------------------- |
| 2013/2014 | 48e                          | 56e                          | 47e                          | 43e                          | –                            |
| 2015/2016 | 39e                          | 47e                          | 46e                          | 30e                          | 53e                          |
| 2016/2017 | 7e                           | 7e                           | 8e                           | 14e                          | 13e                          |
| 2017/2018 | 19e                          | 36e                          | 25e                          | 26e                          | 5e                           |
| 2018/2019 | 20e                          | 26e                          | 9e                           | 22e                          | 28e                          |
| 2019/2020 | Afwezig vanwege zwangerschap | Afwezig vanwege zwangerschap | Afwezig vanwege zwangerschap | Afwezig vanwege zwangerschap | Afwezig vanwege zwangerschap |
| 2020/2021 | 9e                           | 7e                           | 5e                           | 11e                          | 27e                          |
| 2021/2022 | 5e                           |                              | 5e                           | 4e                           | 9e                           |
| 2022/2023 | 8e                           | 16e                          | 11e                          | 8e                           | Zilver                       |

Wereldbekerzeges
| Nr.         | Datum            | Plaats         | Onderdeel                 |
| Individueel | Individueel      | Individueel    | Individueel               |
| ----------- | ---------------- | -------------- | ------------------------- |
| 1.          | 17 december 2016 | Nové Město     | 10 km achtervolging       |
| Estafettes  |                  |                |                           |
| 1.          | 30 november 2014 | Östersund      | Gemengde estafette        |
| 2.          | 24 januari 2016  | Antholz        | 4×6 km estafette          |
| 3.          | 7 januari 2018   | Oberhof        | 4×6 km estafette          |
| 4.          | 10 maart 2018    | Kontiolahti    | Single gemengde estafette |
| 5.          | 17 maart 2018    | Oslo           | 4×6 km estafette          |
| 6.          | 19 januari 2019  | Oberhof        | 4×6 km estafette          |
| 7.          | 17 februari 2019 | Soldier Hollow | Gemengde estafette        |
| 8.          | 5 december 2021  | Ruhpolding     | 4×6 km estafette          |
| 9.          | 11 december 2022 | Hochfilzen     | 4×6 km estafette          |
| 10.         | 8 januari 2023   | Pokljuka       | Gemengde estafette        |
| 11.         | 22 januari 2023  | Antholz        | 4×6 km estafette          |

## Trivia
Anaïs Chevalier-Bouchet is in 2017 getrouwd met Martin Bouchet, in 2019 kregen ze samen een dochter Emie.